# Tempus fugit

Tempus fugit лат. (изговор:  темпус фугит). Време бежи. (Вергилије)

## Поријекло изреке
Изрекао велики антички пјесник Вергилије.

## Тумачење
Вријеме је неухватљиво. Оно неумољиво бјежи-лети. Изрека се каже када се жели упозорити да не треба чекати.Чекање је неуспјех- губитак.